# Saint-Brandan
Saint-Brandan (bret. Sant-Vedan) – miejscowość i gmina we Francji, w regionie Bretania, w departamencie Côtes-d’Armor.
Według danych na rok 1990 gminę zamieszkiwały 2184 osoby, a gęstość zaludnienia wynosiła 87 osób/km² (wśród 1269 gmin Bretanii Saint-Brandan plasuje się na 280. miejscu pod względem liczby ludności, natomiast pod względem powierzchni na miejscu 373.).